# Skålö
Skålö is een plaats in de gemeente Vansbro in het landschap Dalarna en de provincie Dalarnas län in Zweden. De plaats heeft 63 inwoners (2005) en een oppervlakte van 28 hectare.